# Don Cheadle
Donald Frank Cheadle Jr., ameriški filmski igralec, režiser, producent in scenarist * 29. november 1964 Kansas City, Misuri, ZDA.
Po zgodnjih nastopih v filmih Hamburger Hill (1987) in kot gangster "Rocket" v filmu Barve nasilja (1988) je Cheadle svojo kariero v devetdesetih napredoval z nastopi v filmih Hudič v modri obleki (1995), Rosewood (1997) in Vroče noči (1997). Njegovo sodelovanje z režiserjem Stevenom Soderberghom je privedlo do razvoja filmov Daleč od oči (1998), Preprodajalci (2000) in Trilogija Oceanovih (2001–2007).
Cheadle je bil nominiran za oskarja za najboljšega igralca za glavno vlogo direktorja ruandskega hotela Paula Rusesabagine v zgodovinskem dramskem filmu o genocidu Hotel Ruanda (2004). Od leta 2012 do 2016 je igral kot Marty Kaan v humoristični seriji Hiša laži; za to vlogo je leta 2013 prejel zlati globus.
Cheadle je še dodatno zaslovel z upodobitvijo superjunaka Vojnega stroja v Marvelovih filmih in nadomestil Terrencea Howarda. Trenutno je igral v Iron Man 2 (2010), Iron Man 3 (2013), Maščevalci: Ultronova doba (2015), Stotnik Amerika: Državljanska vojna (2016), Maščevalci: Brezmejna vojna (2018), Stotnica Marvel (2019) in Maščevalci: Zaključek (2019), napovedano pa je bilo, da bo nastopil tudi v prihajajoči seriji Disney+ Iron Heart.
Cheadle je poročen z Bridgid Coulter, s katero ima 2 otroka. 